# Garcelle Beauvais
Garcelle Beauvais-Nilon (ur. 26 listopada 1966 w Saint-Marc) – haitańsko-amerykańska aktorka i była modelka. Znana jest głównie z ról w serialu Nowojorscy gliniarze oraz sitcomie The Jamie Foxx Show.

## Życiorys

### Wczesne życie
Beauvais urodziła się w Saint-Marc na Haiti. Jest córką pielęgniarki Marii Claire Beauvais i Axela Jeana Pierre’a, prawnika. Posiada również sześcioro rodzeństwa. Po rozwodzie rodziców przeprowadziła się z matką oraz rodzeństwem do Massachusetts. W wieku siedmiu lat rodzina przeprowadziła się ponownie, tym razem do Miami. Uczęszczała do szkół North Miami Beach High School i Miami Norland High School.

### Kariera
W wieku siedemnastu lat Beauvais wyjechała do Nowego Jorku, by rozwijać karierę modelki. Podpisała wtedy kontrakty z agencjami modelek Ford Models w Nowym Jorku oraz Irene Marie Models w Miami. Garcelle brała udział w sesjach dla Avonu, Mary Kay i Clairolu, a także pojawiła się w katalogach Neiman Marcus i Nordstrom. Poza tym jej zdjęcia ukazały się w magazynach Essence, Ebony oraz Playboy.
Beauvais występowała na pokazach m.in.: Calvina Kleina oraz Isaaca Mizrahiego.
W 2008 roku Garcelle utworzyła własną linię biżuterii dziecięcej Petit Bijou.

### Życie prywatne
Garcelle ma syna Olivera (ur. 1991) z byłego małżeństwa z Danielem Saundersem. W 2001 roku wyszła za mąż za Mike’a Nilona, z którym ma dwóch synów, bliźniaków Jaxa Josepha i Jaida Thomasa, urodzonych 18 października 2007 roku.

## Filmografia
- Łowca (1986)
- Książę w Nowym Jorku (1988)
- Potrójna gra (1994)
- Bardzo dziki zachód (1999)
- Niefortunna zamiana (2001)
- Bad Company: Czeski łącznik (2002)
- BarberShop 2: Z powrotem w interesie (2004)
- Broń dla każdego (2005)
- Wiem, kto mnie zabił (2007)
- Women in Trouble (2009)

### Telewizja
- Family Matters (1991)
- Bajer z Bel-Air (1993 & 1995)
- Models Inc. (1994-1995)
- The Jamie Foxx Show (1996-2001)
- Ich trzech i dziewczyny (2000, przerwany po 8 odcinkach)
- Nowojorscy gliniarze (2001-2004)
- Zdobyć puchar (2002)
- CSI: Kryminalne zagadki Miami (2002, gościnnie)
- The Bernie Mac Show
- Ryzykanci (2005, przerwany po 12 odcinkach)
- 10.5: Apokalipsa (2006)
- The Cure (2007)

### Pozostałe
- Luther Vandross - „Take You Out” (teledysk, 2001)